# Pioneer P-31
Pioneer P-31 (också kallad Pioneer Z) är en rymdsond som var en del av Pioneerprogrammet. Den sköts upp den 15 december 1960. 68 sekunder efter lyftet från marken sprängdes emellertid första steget och farkosten förstördes. Den havererade i Atlanten och hamnade på 20 meters djup.